# Офшорна компанія
Офшорна компанія — це компанія, що користується пільгами у сфері оподаткування і зареєстрована в офшорній зоні, тобто в країні або на території, що цілеспрямовано привертає міжнародний бізнес, надаючи йому податкові пільги.

## Опис
Офшорна компанія не веде господарської діяльності в країні своєї реєстрації, а власники цих компаній — нерезиденти цих країн (це —  вимога країн, де дозволена реєстрація таких компаній). Як правило, на цих територіях дуже низьке або взагалі відсутнє оподаткування офшорних компаній (окрім фіксованого щорічного збору). Наприклад, офшорні компанії можуть бути звільнені від здачі фінансової звітності (у Белізі, Домініканській республіці, в Панамі, на Британських Віргінських і Багамських, Кайманових і Сейшельських островах), або вони зобов'язані здавати звітність зі сплатою мінімального податку на прибуток (у Гонконзі – 0% на закордонний прибуток, у Гібралтарі — 0%, на Кіпрі – 10%).
Для прикладу, за даними дослідження двох американських неурядових організацій — Center for Tax Justice та U.S. Public Interest Research Group Education Fond, проведеного у 2015 році, п'ятсот найбільших американських корпорацій тримають у офшорах більш як 2,1 трлн доларів прибутків. У разі повернення цих коштів до США корпораціям довелося б сплатити додатково 620 млрд доларів податків. Найбільшу суму на закордонних рахунках має корпорація Apple — понад $181 млрд. За нею йде конгломерат General Electric зі 119 млрд «офшорних» доларів, а також фірма Microsoft, яка тримає на закордонних рахунках 108,3 млрд дол.